# 나노코박스 코로나19 백신
나노코박스 코로나19 백신은 베트남 나노젠이 개발한 코로나19 백신이며 현재 임상 3상 종료를 앞두고있다. 이 백신의 뚜껑은 ●, ●, ●주황색, 파란색, 초록색이다

## 예방률
예방률은 96.5%이다.